# David C. Roy

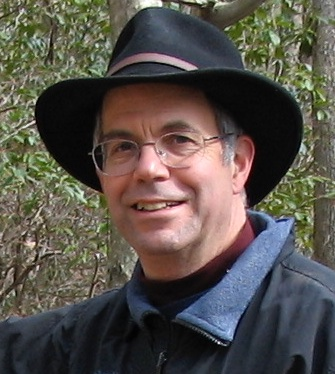
David C. Roy, Escultor Cinético, 2006

David C. Roy (Ashford, 1952) es un escultor cinético estadounidense. 
Licenciado en física en 1974 por la Universidad de Boston, en 1975 comenzó su obra "Wood That Works" ("Madera que funciona") y desde entonces ha confeccionado más de 90 esculturas cinéticas y realizado exposiciones en diferentes localidades. 

## Galería

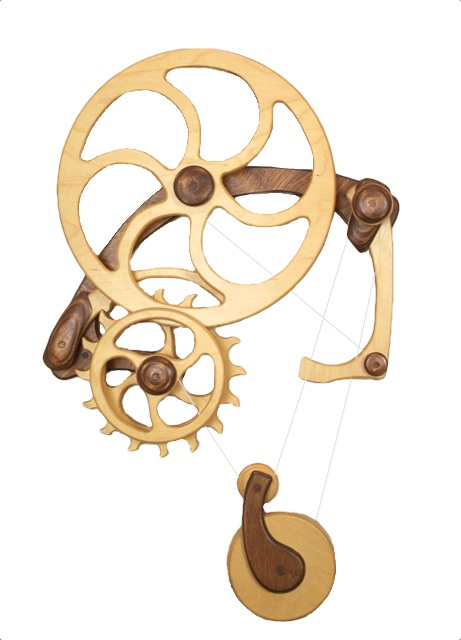
Inventor Released: 1976.
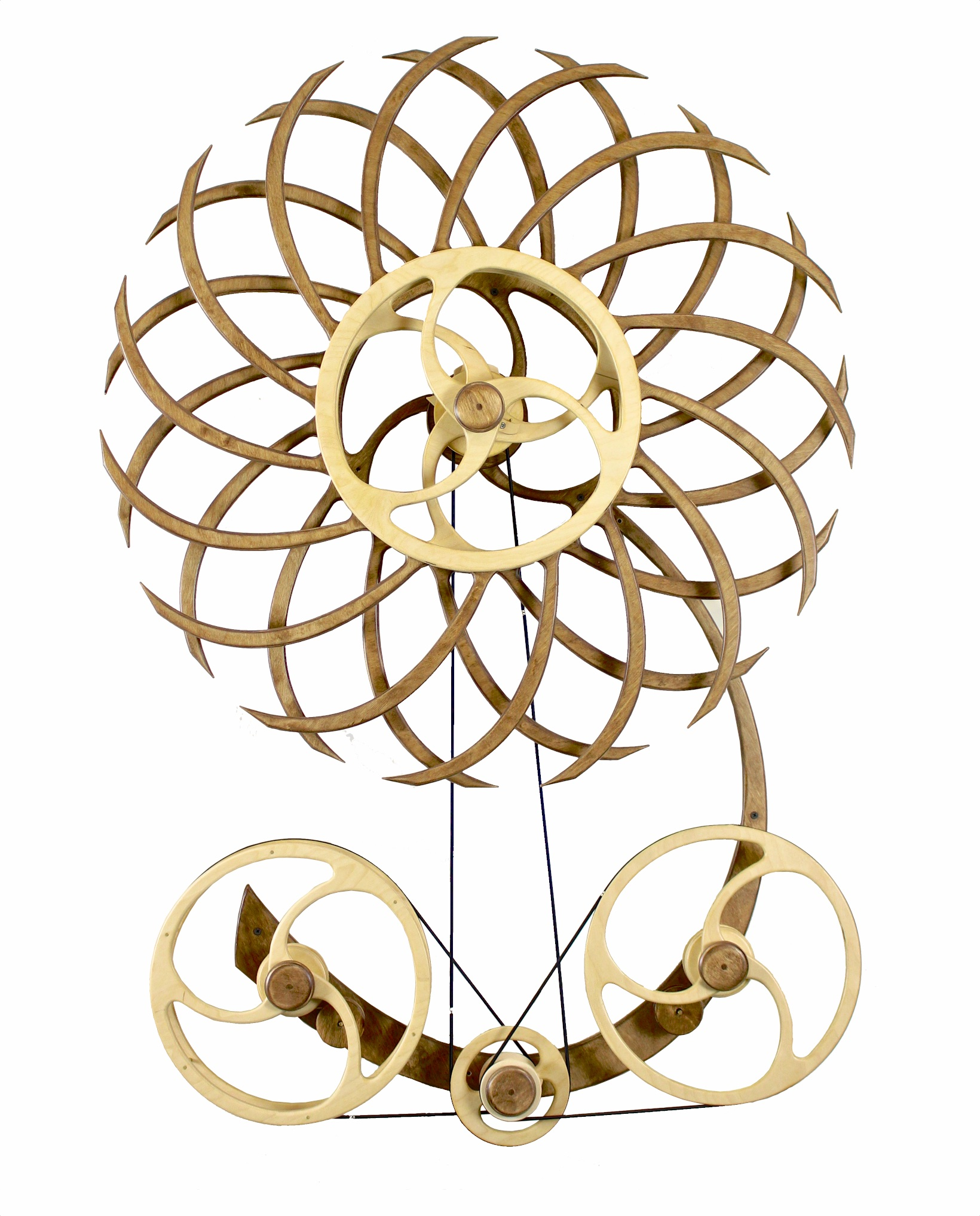
Dimensions : 2015.
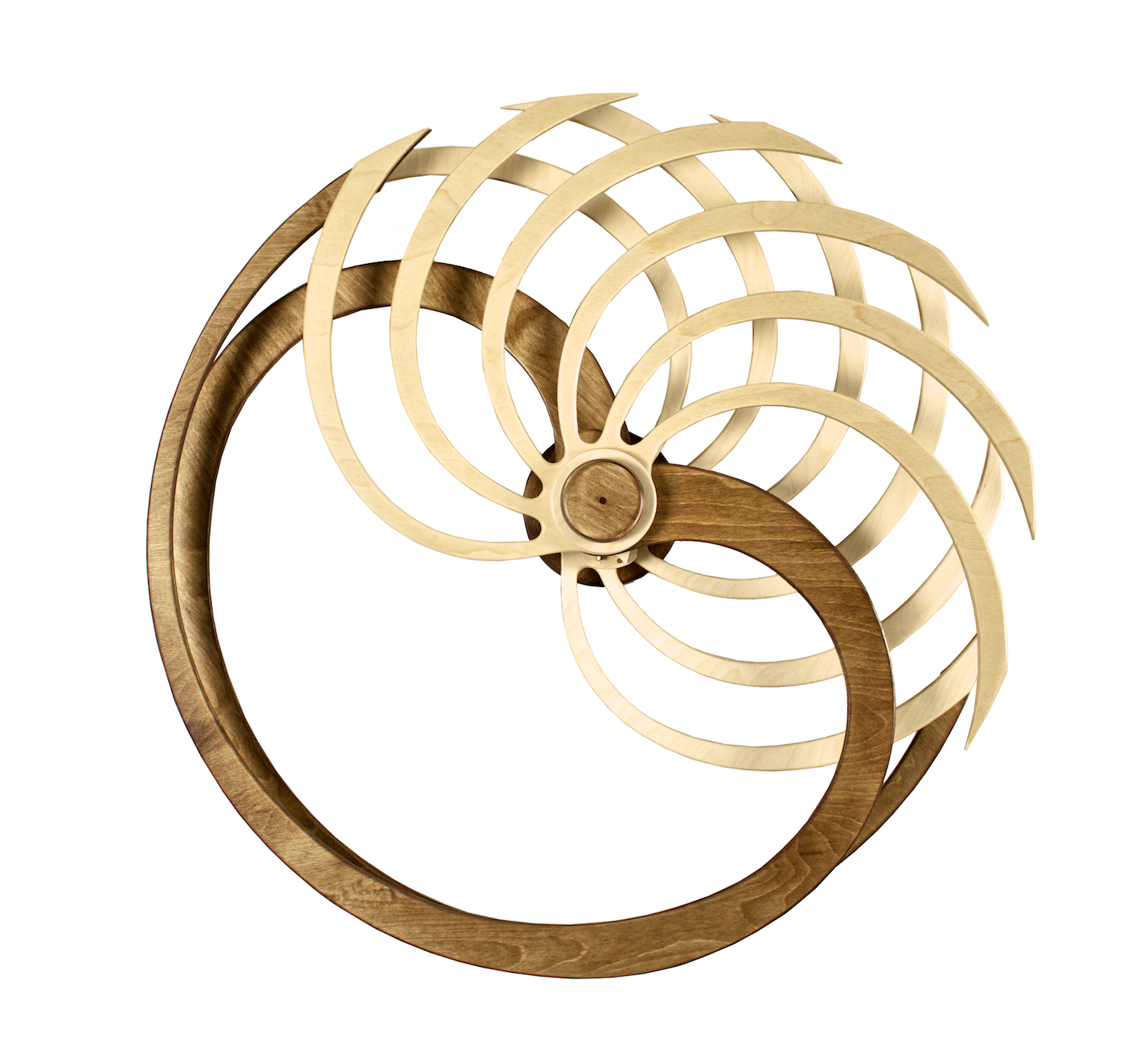
Nautilus
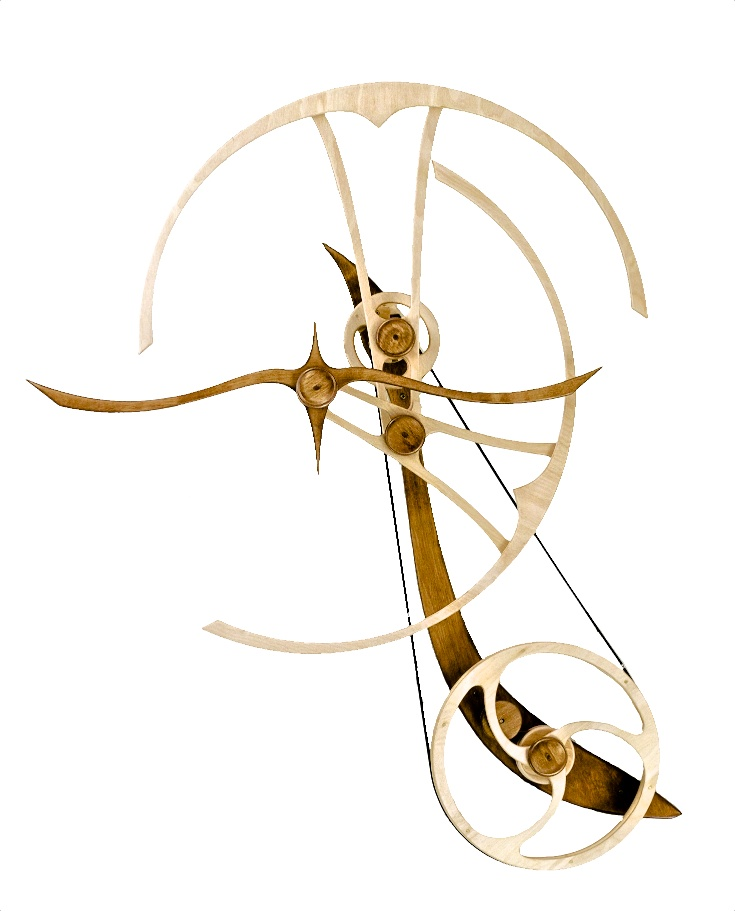
Solo : 2014.
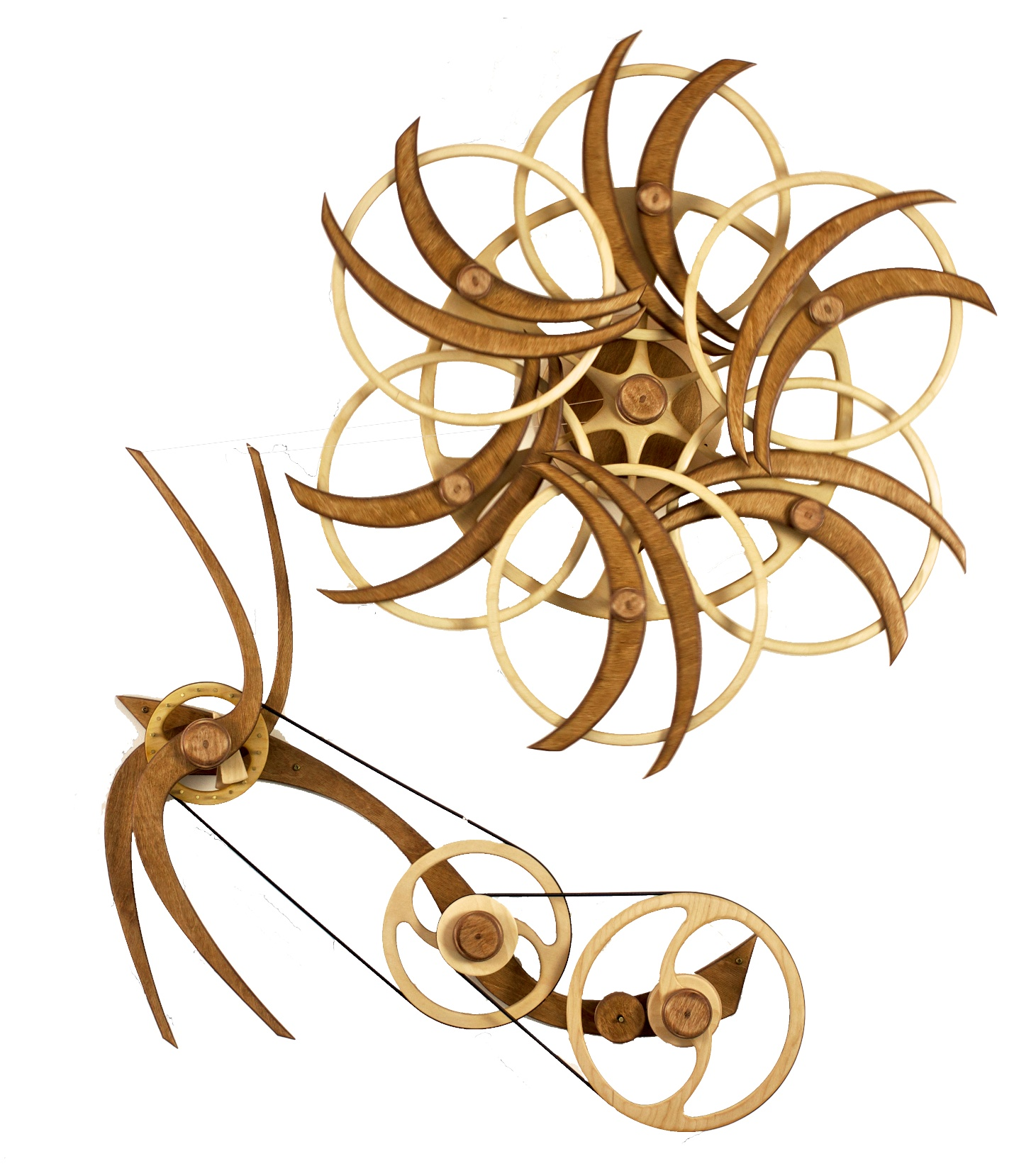
Variation II Sun : 2014.